# Zakharia Paliashvili
Zakharia Paliashvili (en georgiano: ზაქარია ფალიაშვილი, Zacaria Phaliashvili; Kutaisi, 16 de agosto [O.S. 4 de agosto] de 1871-Tiflis, 6 de octubre de 1933) fue un compositor de Georgia, considerado el fundador de la música clásica georgiana.
De niño, cantó en un coro y aprendió a tocar el órgano en la iglesia católica de Santa María de Kutaisi. Su primer tutor fue su hermano Iván, que después se convirtió en director de orquesta. Marchó a Tiflis en 1887 como miembro del coro en la iglesia católica de Santa María Asunción de Tiflis, entró en la Escuela de Música y estudió corno inglés y composición. De 1900 a 1903 continuó estudiando composición con Sergei Taneyev en el Conservatorio de Moscú. Tras retornar a su tierra, comenzó a desempeñar un destacado papel en el desarrollo de la música nacional de Georgia. Reunió canciones del folclore georgiano, cofundó la Sociedad Filarmónica Georgiana, y se convirtió en director del Conservatorio de Tiflis.
Compuso obras para orquesta sinfónica, Suite Georgiana sobre temas folclóricos, pero probablemente es más conocido por su música vocal, que incluye coros y canciones. Sus obras más importantes en este campo son las óperas Abesalom da Eteri (Absalom y Eteri) (estrenada en 1919, aunque una versión del Acto III fue interpretada en 1913; y, basada en el cuento popular Eteriani), Daisi (1923) y Latavra (1927).